# Northrop Grumman E-10
Die Northrop Grumman E-10 MC2A (Multi-Sensor Command and Control Aircraft) ist die Bezeichnung für ein Aufklärungsflugzeug der US Air Force, das über die Entwicklungsphase nicht hinauskam.

## Beschreibung
Die E-10 sollte als Ausgangsmuster die B767-400ER des US-amerikanischen Flugzeugherstellers Boeing nutzen und umfangreiche Radar- und Elektronikausrüstung zur Bodenüberwachung, Aufklärung, Zielerkennung und -verfolgung und elektronischen Kampfführung erhalten. In diesen Funktionen sollte die MC2A zunächst die E-8 Joint STARS und RC-135 Rivet Joint sowie später die E-3 Sentry ablösen.
Im Mai 2003 erhielten Northrop Grumman, Boeing und Raytheon den Zuschlag zum Bau von einem Prototyp und vier Serienmaschinen. Kürzungen bei der Finanzierung des Programms veranlassten die USAF im März 2005, die Entwicklung um fünf Jahre zu strecken, sodass nach diesen Planungen mit einem Einsatz nicht vor 2015 zu rechnen gewesen wäre.
Für das Haushaltsjahr 2007 reduzierte die Luftwaffe im Januar 2006 erneut das E-10-Projekt. Demnach sollte nur noch eine Maschine zur Technologiedemonstration gebaut werden. Ende Februar 2007 stoppte die USAF das vorgesehene Programm zur Integration der Radar- und Kommunikationstechnik und gab das E-10-Programm aus Kostengründen schließlich ganz auf.